# Liste der Monuments historiques in Coubert
Die Liste der Monuments historiques in Coubert führt die Monuments historiques in der französischen Gemeinde Coubert auf.

## Liste der Objekte
| Bezeichnung | Beschreibung          | Standort                           | Kennzeichnung | Schutzstatus | Datum | Bild |
| ----------- | --------------------- | ---------------------------------- | ------------- | ------------ | ----- | ---- |
| Glocke      | Bronze, 1697 gegossen | in der Kirche Ste-Geneviève (Lage) | PM77000415    | Classé       | 1942  |      |